# Bruiaj
Bruiajul reprezintă o perturbare accidentală sau intenționată a recepției semnalelor electromagnetice utile, provocată de suprapunerea peste acestea a unor semnale parazite emise cu aceeași frecvență.